# Monilearia loweana
Monilearia loweana is een slakkensoort uit de familie van de Cochlicellidae. De wetenschappelijke naam van de soort is voor het eerst geldig gepubliceerd in 1878 door Wollaston.